# Карлссон, Каспер
Каспер Рикард Карлссон (швед. Kazper Rikard Karlsson; род. 21 марта 2005) — шведский футболист, полузащитник клуба «АИК».

## Клубная карьера
Начинал заниматься футболом в академии «Хеккена», откуда перешёл в «Хальмстад». В июле 2021 года подписал с клубом первый профессиональный контракт и присоединился к основной команде. В её составе первую игру провёл 18 августа во втором квалификационном раунде кубка страны с «Реппе». По итогам сезона 2022 года занял вместе с «Хальмстадом» второе место в турнирной таблице Суперэттана и вышел в Алльсвенскан. 2 апреля 2023 года в первом туре нового сезона Карлссон дебютировал в чемпионате Швеции в матче c АИК, появившись на поле в стартовом составе.

## Личная жизнь
Его отец, Рикард, в прошлом также профессиональный футболист, выступал за «Хеккен».

## Достижения
Хальмстад
- Второе место Суперэттана: 2022

## Клубная статистика
| Выступление      | Выступление      | Выступление      | Лига | Лига | Кубки | Кубки | Конт. кубки | Конт. кубки | Итого | Итого |
| Клуб             | Лига             | Сезон            | Игры | Голы | Игры  | Голы  | Игры        | Голы        | Игры  | Голы  |
| ---------------- | ---------------- | ---------------- | ---- | ---- | ----- | ----- | ----------- | ----------- | ----- | ----- |
| Хальмстад        | Алльсвенскан     | 2021             | 0    | 0    | 1     | 0     | 0           | 0           | 1     | 0     |
| Хальмстад        | Суперэттан       | 2022             | 18   | 0    | 1     | 0     | 0           | 0           | 19    | 0     |
| Хальмстад        | Алльсвенскан     | 2023             | 1    | 0    | 3     | 0     | 0           | 0           | 4     | 0     |
| Хальмстад        | Итого            | Итого            | 19   | 0    | 5     | 0     | 0           | 0           | 24    | 0     |
| Всего за карьеру | Всего за карьеру | Всего за карьеру | 19   | 0    | 5     | 0     | 0           | 0           | 24    | 0     |